# 卡基林卡清真寺
卡基林卡清真寺是两座位于中华人民共和国西藏自治区拉萨市吉采鲁丁卡基林卡的清真寺。

## 历史
卡基林卡藏语意为“穆斯林园林”（“卡基”指穆斯林，“林卡”指园林），是拉萨回族的聚居区之一。卡基林卡位于布达拉宫以西3公里处，这里有回民住宅、墓地和两座清真寺。传说17世纪，一位从克什米尔来西藏的穆斯林阿訇向五世达赖求落脚之处，五世达赖便派人在落多桥“射箭赐地”，以四方箭落之处为回民区的四至，故卡基林卡又名“强达康”（“强”即远处，“达”指箭）。

## 东、西清真寺
卡基林卡有一东一西两座清真寺，相距仅数十米。寺南为林卡，暨回民墓地。东清真寺的礼拜堂平面为长方形，面积105平方米，神龛的北侧为“明巴尔”即阿訇讲经之所。西清真寺的礼拜堂坐西朝东，原面积近193平方米，后已毁，于1970年4月重建，重建后面积68平方米。2000年卡基林卡清真寺翻修。

## 回民墓地
回民墓地面积6.4万平方米。保存墓碑23通，其中清朝墓碑16通，民国墓碑1通，现代墓碑6通。有一块穆罕默德·染札的墓碑，立于清乾隆年间（1736年—1795年间）。